# Festuca supina
La festuca supina (Festuca supina) és una planta dels prats d'alta muntanya no tan humits com els dominats per Carex curvula. S'estén pel Pallars Jussà fins al Canigó i a Costabona al Pirineu Oriental.